# 유운객
광덕이왕 유운객(廣德夷王 劉雲客, ? ~ 기원전 19년? 기원전 18년?)은 중국 전한의 황족 · 제후왕으로, 첫 광덕왕이다. 중산정왕 유승의 증손 중산경왕 유보의 증손이며 중산헌왕 유복의 아우 이향효후 유안의 손자, 이향대후 유수의 아들이다.
홍가 2년(기원전 19년), 45년 전에 중산회왕 유순이 아들 없이 죽어 끊어진 중산정왕의 가계를 잇고자 성제에게서 광덕왕으로 봉해졌다. 봉국은 단양군 유현(黝縣)에 해당한다. 광덕이왕 원년(기원전 19년) 혹은 2년(기원전 18년)에 죽었고, 아들이 없어서 봉국이 폐지되었다.